# 北斗郡

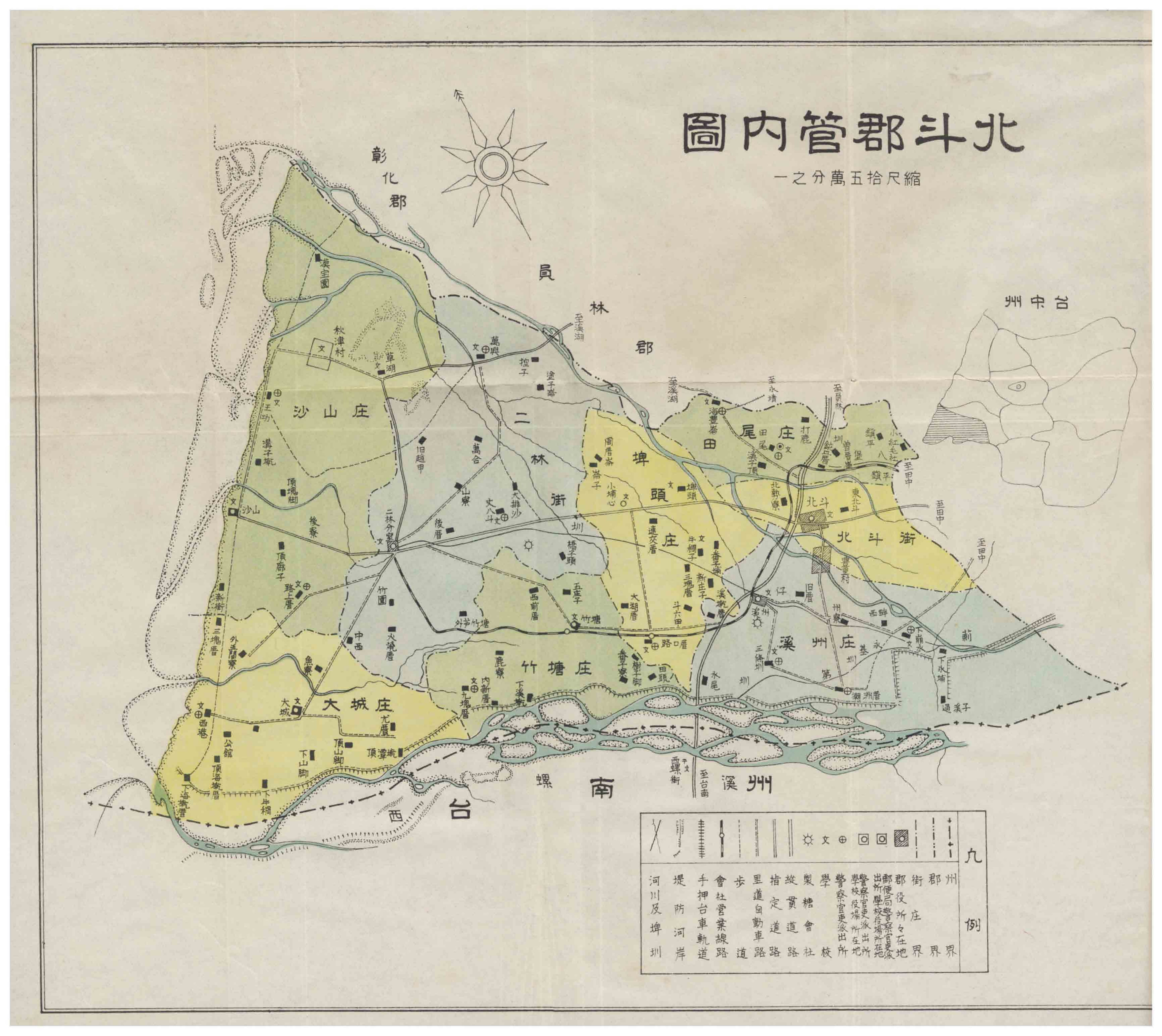
北斗郡の地図

北斗郡（ほくとぐん）は、日本統治時代の台湾に存在した行政区画の一つであり、台中州に属した。

## 概要
北斗街、二林街、田尾庄、埤頭庄、沙山庄、大城庄、竹塘庄、渓州庄の2街6庄を管轄し、郡役所は北斗街に置かれた。うち二林街は1937年（昭和12年）に二林庄より昇格した。郡域は現在の彰化県北斗鎮、二林鎮、田尾郷、埤頭郷、芳苑郷、大城郷、竹塘郷、渓州郷に当たる。
1945年3月に重慶国民政府が策定した台湾接管計画綱要地方政制により郡域を北斗県とする案があったが、政制の廃止により計画は消滅した。

## 歴代首長

### 郡守
- 関善之助[1]
- 石渡栄吉[2]
- 八丁春太郎[3]
- 佐藤由松[4]
- 松尾繁治[5]：1931年5月[6] -
- 藤垣敬治[7]
- 那須重徳[8]
- 田部貴[9]
- 古屋義輝[10]
- 高岡義雄[11]